# Шерфединов, Мухтар Сейдаметович
Мухтар Сейдаметович Шерфединов (1908, Чокурча, Таврическая губерния — 19 февраля 1945, Šančiai) — советский архитектор. Погиб на Великой Отечественной войне.

## Биография
Родился в 1908 году в деревне Чукурча в семье школьного учителя. Потеряв в детстве мать, воспитывался мачехой.
В 1921 году, уйдя из дома, поступил в Бахчисарайский художественно-промышленный техникум, где директором был его дядя — художник Абдурефи Абиев. В 1922 году вступает в комсомол. В 1925 году у Шерфединова появляется идея выткать на ковре портрет Владимира Ленина. Задумка была реализована под наставничеством преподавателя Урхуш-апте. Ковёр выставлялся на выставке в Симферополе, получил награду в Париже, а затем висел в кабинете председателя комитета Бахчисарайского района Эмира Усеина Софу.
В 1925 году областной комитет комсомола направил Шерфединова и Исмаила Куркчи, также впоследствии ставшего архитектором, на поступление в Московский институт архитектуры. Юноши не сумели поступить в учебное заведение из-за плохого знания русского языка. В итоге он учился в Едином художественном рабфаке искусств в Москве. В 1930 году он поступает в Московский архитектурный институт. Учился на факультете проектирования жилой застройки и общественных зданий, который окончил в 1934 году. Дипломная работа — проект «Дворца молодёжи», получивший позитивные отзывы в газете «Комсомольская правда»
После института работал в архитектурной мастерской под руководством Александра Власова по планировке парка Горького. С 1936 по 1941 год — сотрудник мастерской Ивана Жолтовского, где вместе с архитектором М. Пекаревым занимался проектами жилых домов и общественных зданий. По этим проектам были возведены дома на проспекте Мира и Чистопрудном бульваре. Шерфединов разработал проект здания сельскохозяйственного института в Смоленске.
Во время Великой Отечественной войны вступил в Народное ополчение. Окончил школу комсостава. Командовал подразделением противотанковой артиллерии. Во время войны был дважды ранен. В 1945 году подорвался на мине под Каунасом и скончался в госпитале 19 февраля 1945 года. Похоронен на кладбище Верхние Шанцы.